# تيري فاهي
تيري فاهي (بالإنجليزية: Terry Fahey)‏ هو لاعب دوري الرغبي أسترالي، ولد في 20 يناير 1954 في ولينغتون ‏ في أستراليا.